# Joseph Zuber
Frantz Joseph Zuber (1705 i Konstanz – begravet 25. juli 1771 i København i Trinitatis Kirke) var hoftømrermester og bygmester. Han var fader til Christian Joseph Zuber.
Zuber blev gift 18. februar 1732 i København med Cathrine Marie Hölseltz (Hölsseln), f. 1713, d. 3. februar 1775 i København. Zuber fik borgerskab som tømrermester i København 1. juni 1733, hoftømrermester (bestalling 9. december 1740) og maskinmester ved Hofteatret. 1757-59 var han oldermand i Københavns Tømrerlaug. Han medvirkede som tømrermester ved opførelsen af en lang række større bygninger. Han havde således sammen med hofmurermester Martin Zumpe under Laurids de Thurah arbejde i entreprise ved Fredensborg Slot 1741 ff. samt Hirschholm Slot, Jægersborg Slot, Frydenlund og Sorgenfri Slot 1743 ff.

## Arbejder
- Teatermalersal i Charlottenborgs gård, København (for Jacopo Fabris, 1749, nedrevet)
- Bredgade 30, København (1751-52, ombygget, tegninger bevaret)
- Tegning til vagtbygning i Nyhavn (1751)
- Det til orgelet opbyggede kor i Frederiksberg Kirke (1755)
- Opførelse af rundtempel af træ på Tusinddalerhøjen i Fredensborg Slotspark (1763, efter tegning af Nicolas-Henri Jardin)
- Katolsk kapel i Bredgade (1764-65, nedrevet 1841)
- Konstruerede 1768 de maskiner, hvormed Frederik 5.s rytterstatue flyttedes fra Gjethuset til Amalienborg